# Szent Alberik
Szent Alberik OCist (?, ? - ?, 1109. január 26.) francia ciszterci szerzetes és apát, a ciszterci rend egyik alapítója.

## Élete
Gyermekkoráról nem áll rendelkezésre adat. Alberik remeteként élt Franciaországban, Collan közelében az erdőben, akit - öt más remetével együtt - Molesme-i Szent Róbert meghívott, hogy egy új monostort hozzanak létre Szent Benedek regulája alapján. Róbert ezeket a remetéket 1075-ben a Molesme-i erdőkbe vezette, ahol egy vallási közösséget alapított, a Molesme-i apátságot. Róbert annak első apátjaként, míg Alberik priorként szolgált. Amint a közösség híre növekedett, ajándékokat kapott és a jólét vonzotta új szerzetesek mind lazábban tartották be a regulát. A Molesme-i közösség megosztott lett és szembekerült Róberttel és Alberikkel. Róbert kétszer hagyta el a monostort, hogy remeteként éljen és a pápa utasítására kétszer tért vissza a közösségébe. Róbert egyik távolléte alatt a testvérek bebörtönözték Alberiket.
Társával, Harding Szent Istvánnal 1093-ban elhagyta a monostort és remeteként éltek. Langres püspökének utasítására visszatért azonban a monostorba, és kísérletet tett a monostor reformjára - sikertelenül.
A szigorúbb csoport 1098-ban végül elhagyta Molesme-et és március 21-n megalapították a Citeaux-i monostort. Kezdetben Róbert Citeaux apátjaként, míg Alberik priorként szolgált. Később a Molesme-i szerzetesek megkérték Róbertet, hogy térjen vissza hozzájuk, és megesküdtek, hogy a bencés regulát betartják. 1100-ban Róbert elhagyta Citeaux-t és Alberik lett az új apát.
Alberik szerette volna elérni a rend törvényes megalapítását. II. Paszkál pápa 1100 körül Desiderium quod kezdetű bullájával engedélyezte ezt. 1102. november 19-n elérte, hogy a pápa engedélyezze a Molesme-től való függetlenséget és hogy a kolostor pápai védelem alatt álljon. Alberik úgy döntött, hogy a monostor épületét egy kilométerrel északabbra helyezi és megkezdte az első apátsági templom építését, melyet kevesebb mint hat évvel később felszenteltek.
A legenda szerint miközben imádkozott, megjelent előtte Szűz Mária és a fehér csuklyás öltözet viselésére utasította a rend tagjait, ami a ciszterciek jellegzetes viselete. Az ábrázolásokon Alberik jellegzetes attribútuma is ez lett.
Bei Papst Paschalis II. erreichte er die Unabhängigkeit des Reformklosters vom Mutterkloster Molesme. Durch Paschalis’ Bulle Desiderium quod (19. November 1102[1]) – auch einfach das römische Privileg genannt – hat Alberich seine andauernde Lebensleistung vollbracht: Nun steht die noch kleine und schwache Gründung unter päpstlichem Schutz. Der Aufwand dafür war groß: Empfehlungsschreiben mussten von zwei Kardinälen eingeholt werden, damit waren zwei Visitationen verbunden. Zwei Mönche mussten die 1500 km Reise nach Rom machen und dann 200 km weiter nach Troia in Süditalien reisen.
Als zweiter Abt in Cîteaux und Verhandlungspartner hinter Desiderium quod gilt Alberich als einer der drei Begründer des Zisterzienserordens. Er setzte das Reformwerk des hl. Robert von Molesme bezüglich Kleidung, Nahrung, Liturgie und klösterlichem Leben in Cîteaux fort. Er führte das weiße Chorgewand als Ausdruck der Reinheit, Einfachheit und Armut ein. Die Hagiographie überliefert, dass die Jungfrau Maria ihm die weiße Kukulle überreichte; innerhalb des Ordens wurde dieses Ereignis mit dem liturgischen Gedenktag Descensio BMV in Cistercium am 5. August gefeiert. Alberich wird mit dem Chorgewand (manchmal auch in Form eines Skapuliers) zu Füßen Marias kniend, mit dem römischen Privileg oder auch als einer der drei ersten Äbte dargestellt.

## Fordítás
- Ez a szócikk részben vagy egészben  az   Alberic of Citeaux című angol Wikipédia-szócikk fordításán alapul.  Az eredeti cikk szerkesztőit annak laptörténete sorolja fel. Ez a jelzés csupán a megfogalmazás eredetét és a szerzői jogokat jelzi, nem szolgál a cikkben szereplő információk forrásmegjelöléseként.
- Ez a szócikk részben vagy egészben  az   Alberich von Cîteaux című német Wikipédia-szócikk fordításán alapul.  Az eredeti cikk szerkesztőit annak laptörténete sorolja fel. Ez a jelzés csupán a megfogalmazás eredetét és a szerzői jogokat jelzi, nem szolgál a cikkben szereplő információk forrásmegjelöléseként.